# Petacas
Petacas (nebo také Cerro de Las Petacas) je název osamoceně stojícího lávového dómu, nacházejícího se na hranicích provincií Cauca a Narino v jižní Kolumbii, severovýchodně od stratovulkánu Doña Juana. Na svazích se nachází několik mladě vypadajících struskových kuželů, ale doba poslední erupce není známa.